# 옐로 (밴드)
옐로(Yello)는 스위스의 전자 음악 밴드이다.